# Nicator
Nicator is een geslacht van zangvogels uit de familie Nicatoridae.

## Soorten
Het geslacht kent de volgende drie soorten:
- Nicator chloris – Grijskeelnicator
- Nicator gularis – Bruinkopnicator
- Nicator vireo – Geelkeelnicator